# Hero 108
Hero: 108 (Héroe: 108 en Hispanoamérica) es una serie estadounidense-británica-taiwanés de televisión animada en Cartoon Network y la red internacional de cable Cartoon Network y el canal OnDemand Kabillion en los Estados Unidos. La serie es creada por Yang-Ming Tarng y está coproducida por Gamania, Hong Ying Animation, Taffy Entretenimiento, Telegael Teoranta y Grupo Moonscoop, y animado a Mike Young Productions en Los Ángeles. La serie se estrenó de aires a las 7:00 p. m. ET/PT tiempo en 1 de marzo de 2010 en Cartoon Network en los Estados Unidos.
La serie fue renovada por una temporada más, que comenzó a transmitirse el 7 de mayo de 2012, en Cartoon Network (Rusia y el sureste de Europa)),, Reino Unido, 30 de abril de 2012 en Cartoon Network también, en Cartoon Network en los Estados Unidos el 4 de junio de 2012 y en Latinoamérica se estrenó en el 2013.
Se estrenó en España el 1 de marzo de 2010 en Cartoon Network y el 26 de febrero de 2011 en Boing.

## Argumento
Hace muchos años en el Reino Oculto, los animales y los seres humanos vivían en perfecta armonía hasta que un embustero malvado llamado High Roller llegó y engañó a los animales en el pensamiento de que los seres humanos eran sus enemigos. El caos reinaba en el Reino Oculto hasta que Comandante ApeTrully formó un grupo de trabajo llamado Gran Verde (Big Green en inglés) de reunir los animales y los seres humanos, mientras que luchan contra las fuerzas del diabólico High Roller y los Hermanos Zebra.
La historia de un episodio típico sigue una fórmula, aunque la fórmula varía y varios episodios apartará de él: Comandante ApeTrully va en una misión para el castillo de un reino animal para hacer la paz y pedir a sus habitantes a unirse a Big Green, con lo que promete un regalo de oro como muestra de buena voluntad. Los animales por lo general rechazan el don, y por lo general captan a ApeTrully que pide la ayuda del Primero Escuadrón. Los miembros del primer equipo (por lo general todo el mundo excepto el Sr. No Hands, que no vienen juntos en ocasiones) se despliegan al descender a través de un laberinto de tubos y aterrizaje en las pequeñas tortuguitas equipadas con orugas de los tanques, y luego se ponen en marcha a través de un túnel y sobre el agua. Cuando llegan donde ApeTrully se celebra, una batalla o concurso sobreviene, en la que se revelan talentos especiales o capacidades de los animales, a menudo algo basado en su naturaleza. Después de la batalla o concurso, a los animales por lo general reconocen que las habilidades del Primer Escuadrón diciendo gracias a la traducción por ApeTrully (a menos que los gobernantes de los animales pueden hablar) que sería un honor para unirse a Gran Verde. Luego de ingresar, los animales a menudo se les asigna un deber particular a Big Green sobre la base de sus habilidades demostradas, lo que puede ayudar a resolver un problema introducido en una trama secundaria.
El espectáculo se basa muy libremente en la novela china antigua de la orilla del agua en que se centra en las hazañas del Primer Escuadrón y el Segundo Escuadrón.

## Personajes

### Gran Verde
- Comandante ApeTrully - Es el líder excéntrico, con buenas intenciones. Él fue quien formó Gran Verde, con la esperanza de restaurar la amistad entre animales y humanos. Fue el primero en darse cuenta de las malas intenciones de High Roller. En un episodio se revela que es el rey mono disfrazado.
- Woo, el Sabio - Woo, el Sabio es un inventor. Fue la primera persona convencida para unirse a Gran Verde. A veces, su manto tiende a levantarse. Lleva un bigote falso para parecer más viejo. En un recuerdo, se revela que era el antiguo compañero de clase de High Roller.
- Red-Cara Kwan - Dirige el ejército de Gran Verde que se especializa en ataques sorpresa.
- Hermanos Marinos - Tres hermanos que están al frente hasta la Marina Grande.
- Diva Cascabel - Una guitarrista que odia a las personas que la interrumpen durante sus conciertos. También puede convertir su vestido en una toma de balancín y tocar heavy metal. Usa una peluca en su aspecto normal, la cual se saca cuando toca rock. Tiene una banda con el rey Panda y el rey Jirafa llamada "El Ruido".
- Sammo - Una ballena esperma que sirve como transporte para los residentes de Gran Verde y está en la Armada cuando se trata de misiones en el mar. Su cobardía es lo que las demás ballenas rechazan, lo cual provoca un llanto que puede inundar al planeta. El Comandante ApeTrully lo convenció para unirse a Gran Verde. Con un invento de Woo el Sabio, forjó un dispositivo que se adjunta a la Ballena, donde los Hermanos Marineros conducen en su parte artillera mientras que los otros viajan en la boca.
- Wu Song - El dentista de Gran Verde. Él se llama a sí mismo un guerrero dental debido a sus herramientas de dentista. Él es el hermano del rey del castillo Perro.
- Jardinero Ching -

### Primer Escuadrón
- Sr. Sin Manos (Mr. No Hands en inglés) - Es el líder militar del Primer Escuadrón. La borla de su gorro gira como un helicóptero que le permite volar. Se mantiene en una empalizada, porque no puede dejar de hacer cosquillas a sí mismo, de ahí viene el nombre.
- Lin Chung - Es conocido por algunos como el más consumado, guerrero más hábil en todo Coraza Verde. Él puede ver el mundo en cámara lenta, mientras que se mueve con una velocidad terrible.De vez en cuando utiliza las puntas de los brotes de bambú contra sus enemigos. También es un poco obsesionado con el dibujo, a veces no participa de las batallas solo para dibujar cuando se inspira. Además, no puede aceptar las críticas.
- Conejo Fantasma (Jumpy Ghostface en inglés) - El conejo fantasma es el rey de los conejos y las liebres. Es un boxeador con talento. Se unió a Gran Verde después de ser derrotado en una batalla que consistía en saltar la cuerda. Su arma de elección es una cuerda para saltar. También utiliza las zanahorias como armas, ya sea lanzándolas como shurikens o mordiendo la parte superior y lanzando granadas. También tiene la costumbre de soñar despierto, incluso en las batallas.
- Sonia Mística (Mystique Sonia en inglés) - Sonia Mística no es solo una guerrera fuerte y bella, sino también un estereotipo. Ella usualmente ataca y gira alrededor de su larga lengua azulada para realizar ráfagas de viento. También tiene la habilidad de escupir semillas que se transformar en panes cocidos en vez de flores. Al estar maldita, cualquier hombre que le diga "Te amo" tres veces se convierte en un Yaksha como se ve en el episodio "Castillo Ligre".
  - Yaksha - Yaksha es una criatura púrpura y rosada, que no habla y descansa sobre la cabeza de Sonia Mística como un sombrero. Un Yaksha se crea cuando alguien le dice a Sonia que la ama tres veces seguidas. También es extremadamente flexible y elástico, se ha transformado a su vez en una bola, un bolso, un vestido, un trampolín, un ventilador, y es capaz incluso de extender sus brazos.
- Rayo Poderoso (Mighty Ray en inglés) - Rayo Poderoso es capaz de disparar rayos de energía de gran alcance de sus globos oculares. Para recargar sus globos oculares debe comer plátanos mágicos, los cuales desgraciadamente odia. Sus ojos también son extraíbles. Le gusta llevar a cabo actos de comedia bajo el nombre de Sr. Comedia, a pesar de que estos actos hacen que los demás lo quieran callar. Está realmente celoso de Lin Chung por ser llamado el mejor guerrero del Primer Escuadrón.

### Segundo Escuadrón
- Chica Alfa - La líder del Segundo escuadrón quien toma el papel del rival del Sr. Sin manos.
- Husky Ojodrago - Un ligre miembro del Segundo Escuadrón. Él es el rival de Conejo Fantasma ya que ambos son animales. Husky Ojodrago es el Rey Ligre.
- Kowloon - Un guerrero karate. Él parece ser el rival de Lin Chung.
- Huracán Lee - Corpulento miembro del segundo escuadrón y hermano del Arquero Lee.
- Arquero Lee - Hermano del Huracán Lee

### Fuerza Aérea
- Maestro Chou - Jefe de la Fuerza Aérea de Gran Verde.
- Rosefinch - Miembro de la Fuerza Aérea de Gran Verde.
- Burly - Miembro de la Fuerza Aérea de Gran Verde.
- Mano - Miembro de la Fuerza Aérea de Gran Verde.

### Villanos
- High Roller - El principal antagonista de la serie. Él es quien convence a los animales de que los humanos eran sus enemigos, dado que era el Emperador del Oriente lo que normalmente hacía era atacar a los humanos (o tener animales para atacarlos), comer dulces, leer historietas, y jugar. Un recuerdo revela que él era un compañero de clase de Woo el Sabio.
- Los Hermanos Cebra - Dos gemelos cebra que sirven a High Roller. Sparky Black es una cebra negra con rayas blancas y Sparky White es una cebra blanca con rayas negras. En casi todos los episodios, por lo general son los que incitan a los animales para atacar a los seres humanos. En la mayoría de los casos, se quedan fuera de combate entre el Primer Escuadrón y los animales. Sin embargo, una vez al mes cuando la luna está llena, utilizan sus armas más poderosas, linternas llamado Ghost. Las linternas les dan poderes sobrenaturales, que van desde la fusión para formar una versión gigante de ellos mismos, creando un ejército de clones de cebra, crear mosquitos tipo cebra, u obligar a sus víctimas a enfrentarse a sus miedos más grandes.

- Los Hermanos Cebras -

- Ejercito de Osos -

- Soldados de la Oscuridad - Un grupo de animales que odian a los seres humanos que buscan venganza de la comunidad animal. Secuestraron a los Loros del Castillo Loro bajo las órdenes de su líder, el Comandante de las Tinieblas. Conejo Fantasma y el Rey Loro accidentalmente descubren su base subterránea, donde son capturados y llevados ante el comandante. Ellos tratan de razonar con el Comandante, pero no sirve. Durante este encuentro el conejo fantasma apaga la vela del sombrero del Comandante, revelando que el villano le teme a la oscuridad (lo cual al rey loro y al conejo fantasma les pareció muy divertido). El Comandante los aprisiona, pero ellos y los Loros son liberados por los hermanos Cebra y su Ejército de Clones, sin embargo, los buenos son capturados por los Clones Cebra, quienes apagaron todas las velas del Comandante, lo que causó que ordene una retirada. Mientras que huyen se revela que solo hay 6 soldados de la oscuridad (incluido el Comandante). Según el rey Loro los Soldados de la Oscuridad dejan marcas de cráneo donde quiera que vayan.
- Cocky Aliens - Los extranjeros que solo pueden ser derrotados por 100 patadas, después de lo cual se convierten en frutas (lo que explicaría el origen de la piña). Ellos son enemigos de los guepardos.

- Maestros Gemelos - los principales antagonistas de la segunda temporada, ellos son 2 conciencias en un mismo cuerpo. Ellos se revelan como los verdaderos villanos, revelando a high roller como su seguidor. Ambos buscan el caos en todo el reino oculto y extinguir la vida.

- Alienígenas -

### Animales
- Tortugas-Las tortugas usan tanques para serviles como transporte a los Primer y Segundo escuadrones. Fueron los primeros animales en unirse a Gran Verde. El Rey Tortuga es la cabeza de las tortugas. Usualmente son utilizadas para las competencias entre los Primer y Segundo escuadrones.
- Conejos-Fueron los primeros animales vistos por el público en unirse a Gran Verde, utilizan cuerdas de saltar para atacar. Su líder, El Conejo Fantasma, es parte del Primer Escuadrón.
- Osos-
- Elefantes-Utilizan sus largas trompas para atacar, las cuales pueden desinflarse. Ayudan a mantener fresco Gran Verde en el verano.
- Ligres- Sus pieles son lo suficientemente resistentes para cualquier ataque. En el episodio "Castillo Ligre" queman el Yaksha de Sonia Mística, que más tarde regresa gracias a su maldición. Ellos son expertos en lanzar anillos, pero son derrotados por los Hermanos Marinos. Husky OjoDrago del Segundo escuadrón es un Ligre.
- Camellos- Adoran dibujar y utilizan su saliva apestosa como método ofensivo y defensivo. El Rey Camello a menudo compite con Lin Chung en concursos de arte.
- Loros- El rey Loro fue un maestro para los animales, e incluso para el comandante ApeTrully. Él enseñaba el habla de las lenguas humanas. Consideró a los Hermanos Cebra como los peores de sus alumnos. Él rápidamente se unió a Gran Verde después de reconocer la verdadera identidad del Comandante ApeTrully y su detector de mentiras(un caracol) confirmó que lo que el comandante decía era cierto. El rey Loro da cursos a los animales de Gran Verde para que puedan aprender las lenguas humanas y los Loros fueron secuestrados por los soldados de la oscuridad y se retiran por los hermanos cebra.
- Pandas y Jirafas- Los pandas y Jirafas viven juntos en el Castillo Pandafa. Las jirafas levantaban a los Pandas y los arrojaban hacia sus enemigos. El rey Panda toca la flauta y el Rey Jirafa toca la batería en su banda junto a la Diva cascabel. Cuando accidentalmente los pandas terminan en las nubes por culpa del exceso de energía del lanzamiento de las jirafas, el primer escuadrón los rescata, y así los reyes Panda y Jirafa se unen al Gran Verde.
- Águilas- El comandante ApeTrully intenta llegar a un acuerdo de paz con las Águilas pero queda encerrado en un esqueleto de metal creado por los Hermanos Cebra, veremos que luego es rescatado por las fuerzas aéreas, pero no se logra llegar a ningún acuerdo con las águilas.
- Avestruces-
- Babuinos- Los babuinos robaban toda el agua de los humanos. Como el Comandante ApeTrully tenía una pierna rota, Woo el Sabio y El rey loro tuvieron que reemplazarlo. Lo estaban haciendo bien, hasta que son atacados por los babuinos. Se revela que los Babuinos solo son malvados porque High Roller les había arrojado pulgas que controlaban sus cerebros, así el Primer escuadrón pelean con ellos en un concurso donde son trompos, ahí derrotan a Sonia pero son vencidos por rayo poderoso. Al unirse a Gran Verde, los Babuinos se propusieron a encargarse de la lavandería.
- Cameleones-
- Pavos Reales- Por su gran belleza, la reina Pavo Real puede hipnotizar a la gente. Los pavos reales son extremadamente precisos en la medición del tiempo, entre dos se convierten en una especie de relojes. Tras su dedicación a High Roller, se unen a Gran verde como relojes ya que hasta la fecha todo el mundo llegaba tarde (usaban velas con las horas dibujadas).
- Ballenas-
- Perros-
- Rinocerontes-
- Leones-
- Gatos-
- Guepardos-
- Tiburones-
- Serpientes-
- Purlpos-
- Garcetas y Bueyes-
- Cangrejos-
- Cerdos-
- Zorrillos-
- Tigres-
- Escorpiones-
- Marmotas-
- Ornitorrincos-
- Venados-
- Puercoespines-
- Ovejas-
- Pingüinos-
- Ranas-
- Murciélagos-
- Dragon-
- Quimera-
- Luciernagas-
- Gorilas-
- Canguros-
- Mantarayas-
- Pangolines-
- Lagartijas-
- Gaviotas-
- Ardillas Voladoras-
- Búhos-
- Armadillos-
- Yaks-
- Hamsters-

## Episodios
| Temporada | Episodios | Estreno Original    | Estreno Original    | Estreno en Latinoamérica | Estreno en Latinoamérica | Principales Antagonistas |
| Temporada | Episodios | Inicio de temporada | Final de temporada  | Inicio de temporada      | Final de temporada       | Principales Antagonistas |
| --------- | --------- | ------------------- | ------------------- | ------------------------ | ------------------------ | ------------------------ |
| 1         | 26        | 1 de marzo de 2010  | 30 de marzo de 2010 | 3 de mayo de 2010        | 4 de junio de 2010       | HighRoller               |
| 2         | 26        | 6 de mayo de 2012   | 8 de junio de 2012  |                          |                          | Maestros Gemelos         |